# マイバブー
マイバブー(My Babu) はフランス生まれの競走馬及び種牡馬である。凱旋門賞馬ジェベルの産駒であり、競走馬として1948年の2000ギニー、サセックスステークスなどに優勝した。
種牡馬としてアメリカで活躍し、特に母の父としてダマスカス、ゲイムリー、リトルカレントなどを輩出したことで有名である。また、日本では種牡馬として活躍したパーソロンの2代父として知られている。

## 経歴
父は名馬産家マルセル・ブサックの代表的な生産馬で1940年の2000ギニーや1942年の凱旋門賞などを制したジェベルである。ジェベル産駒の活躍馬にはブサックによる生産馬が多かったなかでマイバブーはブサックによる生産馬ではない。
母は1号族の出身で、近親には、マイバブーの叔父に同じくトウルビヨン系アンビオリクス、従兄弟に名種牡馬のターントゥなどがいる。

### 競走馬時代
2歳時から活躍し、シャンペンステークスなどに優勝した。3歳となった1948年の2000ギニーではレコード勝ちを収め、その後、サセックスステークスにも優勝するなど快速馬としてならし、16戦11勝の成績を残した。

### 種牡馬成績
マイバブーは、1955年に史上最高の60万ドルで買い取られ、アメリカで種牡馬生活をおくることとなった。47頭のステークスウィナーを輩出し、母の父としては95頭の勝馬を輩出した。1960年には米2歳リーディングサイアーにも輝いている。また、産駒のBetter Boyはオーストラリアにおいて4度のリーディングサイアーとなった。

## おもな勝鞍

### 2歳時 (1947年)
- シャンペンステークス(6f)
- ニューステークス(5f)
- ウッドコートステークス

### 3歳時 (1948年)
- 2000ギニー
- サセックスステークス
- クレイヴァンステークス

### 4歳時 (1949年)
- ヴィクトリアカップハンデキャップステークス

## 主な産駒
- *アワバブー Our Babu（IRE,1952） 1955年 英2000ギニー、本邦輸入種牡馬
- Milesian(GB,1953) - 1956年  愛テトラークステークス、パーソロンの父
- Babu(GB,1956) - 1958年 愛ナショナルステークス
- Be Careful(GB,1956) - 1958年 シャンペンステークス
- Crozier(USA,1958) - 1963年 サンタアニタハンデキャップ
- Garwol(USA,1958 )- 1960年 ピムリコフューチュリティステークス
- Bronze Babu(USA,1958) - 1963年 米ブーゲンヴィリアハンデキャップ
- Prudent(USA,1959) - 1961年 モルニ賞

### 母の父として
- Damascus(USA,1964) - プリークネスステークス、ベルモントステークス、トラヴァーズステークス、ジョッキークラブゴールドカップ、ウッドメモリアルステークス、ブルックリンハンデキャップ、ウッドワードステークスなど
- Gamely(USA,1964) - サンタマルガリータハンデキャップ、ヴァニティーハンデキャップ、ベルデイムステークス連覇、アラバマステークス、サンタマリアハンデキャップ、サンタモニカハンデキャップ、テストステークス、ダイアナハンデキャップなど
- April Dawn(USA,1963) - サンタバーバラハンデキャップ
- Native Street(USA,1963) - ソロリティステークス、ケンタッキーオークス
- Double Jump(GB,1962) - 1964年 ロベールパパン賞
- Lucyrowe(GB,1966) - 1969年 コロネーションステークス、サンチャリオットステークス、ナッソーステークス
- Gay Missile(USA,1967) - 1970年 アシュランドステークス
- Tyrant(1966) - 1970年 カーターハンデキャップ
- Hunnemannia(USA,1967) - 1970年 テストステークス
- Street Dancer(USA,1967) - 1971年 ミレイディハンデキャップ
- Silent Beauty(USA,1968) - 1971年 ケンタッキーオークス
- Raja Baba(USA,1968) - 1971年 デラウェアヴァリーハンデキャップ
- Little Current(USA,1971) - 1974年 プリークネスステークス、ベルモントステークス
- Lady Seymour(GB,1972) - 1974年 愛フィーニクスステークス
- *マラケート(USA,1973) - 1976年 愛ダービー
- Properantes(USA,1973) - 1977年 サンフアンカピストラーノハンデキャップ
- Pasty(GB,1973) - 1975年 チェヴァリーパークステークス
- *アーテイアス(USA,1974) - 1977年 エクリプスステークス、サセックスステークス
- Sauce Boat(USA,1975) - 1977年 アーリントンフューチュリティ
- Prayers'n Promises(USA,1978) - 1980年 米メイトロンステークス、スピナウェイステークス

## 血統表
| マイバブーの血統        | マイバブーの血統            | マイバブーの血統   | （血統表の出典）   | （血統表の出典） |
| 父系                    | ジェベル系                  | ジェベル系         | ジェベル系         | [ § 2 ]          |
| 父 Djebel 1937 鹿毛     | 父の父Tourbillon 1928 鹿毛  | Ksar               | Bruleur            | Bruleur          |
| 父 Djebel 1937 鹿毛     | 父の父Tourbillon 1928 鹿毛  | Ksar               | Kizil Kourgan      |                  |
| 父 Djebel 1937 鹿毛     | 父の父Tourbillon 1928 鹿毛  | Durban             | Durbar             | Durbar           |
| 父 Djebel 1937 鹿毛     | 父の父Tourbillon 1928 鹿毛  | Durban             | Banshee            |                  |
| 父 Djebel 1937 鹿毛     | 父の母Loika 1926            | Gay Crusader       | Bayardo            | Bayardo          |
| 父 Djebel 1937 鹿毛     | 父の母Loika 1926            | Gay Crusader       | Gay Laura          |                  |
| 父 Djebel 1937 鹿毛     | 父の母Loika 1926            | Coeur a Coeur      | Teddy              | Teddy            |
| 父 Djebel 1937 鹿毛     | 父の母Loika 1926            | Coeur a Coeur      | Ballantrae         |                  |
| 母 Perfume II 1938 芦毛 | 母の父Badruddin 1931 芦毛   | Blandford          | Swynford           | Swynford         |
| 母 Perfume II 1938 芦毛 | 母の父Badruddin 1931 芦毛   | Blandford          | Blanche            |                  |
| 母 Perfume II 1938 芦毛 | 母の父Badruddin 1931 芦毛   | Mumtaz Mahal       | The Tetrarch       | The Tetrarch     |
| 母 Perfume II 1938 芦毛 | 母の父Badruddin 1931 芦毛   | Mumtaz Mahal       | Lady Josephine     |                  |
| 母 Perfume II 1938 芦毛 | 母の母Lavendula 1930 黒鹿毛 | Pharos             | Phalaris           | Phalaris         |
| 母 Perfume II 1938 芦毛 | 母の母Lavendula 1930 黒鹿毛 | Pharos             | Scapa Flow         |                  |
| 母 Perfume II 1938 芦毛 | 母の母Lavendula 1930 黒鹿毛 | Sweet Lavender     | Swynford           | Swynford         |
| 母 Perfume II 1938 芦毛 | 母の母Lavendula 1930 黒鹿毛 | Sweet Lavender     | Marchetta          |                  |
| 母系(F-No.)             | (FN:1-w)                    | (FN:1-w)           | (FN:1-w)           | [ § 3 ]          |
| 5代内の近親交配         | Swynford 4･4(母内)          | Swynford 4･4(母内) | Swynford 4･4(母内) | [ § 4 ]          |
| 出典                    | 1. 2. 3. 4.                 | 1. 2. 3. 4.        | 1. 2. 3. 4.        | 1. 2. 3. 4.      |